# Zeche General Blumenthal
Die Zeche General Blumenthal war ein Steinkohlenbergwerk in Recklinghausen. Namensgeber für das Bergwerk war Leonhard von Blumenthal; dieser war im Deutsch-Französischen Krieg 1870/71 Generalstabschef der 3. Armee gewesen. Die Gewerkschaft General Blumenthal gehörte zu den Gründungsmitgliedern des Rheinisch-Westfälischen Kohlen-Syndikats. Das Bergwerk hat eine 120-jährige Geschichte und war über 110 Jahre in Betrieb.

## Grubenfeld und Geologie
Das ursprüngliche Grubenfeld der Zeche Blumenthal befindet sich auf der rechten Seite der Emscher im Bereich der Horst-Recklinghauser Mulde. Die Lagerstätte ist hier von mehreren streichenden Störungen durchzogen. Diese Störungen zerreißen das Kohlengebirge auf eine Länge von bis zu 200 Metern. Zusätzlich bringen diese Störungen einen Verwurf von 80 Metern. Dadurch bedingt ist der Nordflügel der Mulde deutlich tiefer gelagert als der Südflügel. In der Mitte der Mulde liegen die Schichten flach, am südlichen Rand richten sich die Schichten unter einem Winkel von etwa 36 Gon auf. Am nördlichen Rand des Feldes haben die Schichten ein Einfallen von rund 59 Gon. Die Mächtigkeit der bauwürdigen Flöze liegt zwischen 0,75 und 2,75 Metern. Im Westfeld wird das Gebirge durch die Tertiusstörung auf einer Länge von bis zu 400 Metern zerrissen. Durch diese Störung entstehen mehrere kleine Sprünge. Durch diese Sprünge entstehen seigere Verwerfungen von bis zu 600 Metern. In diesem Bereich befinden sich mehrere Flöze der Gasflammkohlenpartie. Im liegenden Feldesteil sind sowohl Gasflammkohlen als auch Fettkohlen vorhanden. Nur wenige der vorhandenen und bauwürdigen Flöze im gesamten Grubenfeld sind ohne Bergemittel. Bei den Flözen mit Bergemittel liegt die Stärke der Bergemittel zwischen 0,1 Metern und 0,6 Metern.

## Geschichte

### Die Anfänge
Am 17. Oktober des Jahres 1869 wurde die Bohrgesellschaft General Blumenthal gegründet. Bereits im Jahr 1872 wurden die Mutungsbohrungen fündig. Am 8. Mai dieses Jahres wurde in Recklinghausen Stuckenbusch in einer Teufe von 150 Lachtern ein Kohlenflöz erbohrt. Am 28. März des Jahres 1873 wurde im Römischen Hof die erste Generalversammlung der neuen Bohrgesellschaft abgehalten. Am 22. April desselben Jahres wurden die Grubenfelder General Blumenthal I und General Blumenthal II verliehen. Am 21. Mai desselben Jahres fand die Wahl des Grubenvorstandes statt. Zum ersten Bergwerksdirektor wurde Rive von Wolfsbank ernannt. Einen Tag darauf wurde die Bohrgesellschaft umgewandelt in die Gewerkschaft Blumenthal. Am 3. August wurden die beiden Einzelfelder General Blumenthal I und General Blumenthal II zum Feld General Blumenthal konsolidiert. Am 1. September des Jahres 1873 erfolgte der erste Spatenstich zur Erstellung des Bergwerks.

### Die Erstellung des Bergwerks
Noch im Jahr 1873 wurde mit den Teufarbeiten für den Schacht 1 begonnen. Der Schacht hatte einen Schachtdurchmesser von fünf Metern. Die bei den Teufarbeiten anfallenden Wässer wurden in den Hellbach eingeleitet. Im Jahr 1874 wurde das Feld General Blumenthal III verliehen und im Jahr darauf wurde das Feld General Blumenthal verliehen. Am 18. April des Jahres 1877 erreichte der Schacht bei einer Teufe von 347,25 Metern (- 284,1 m NN) das Karbon. Am 2. Mai desselben Jahres wurden die Felder General Blumenthal, General Blumenthal III und General Blumenthal IV konsolidiert. Außerdem kam es in diesem Jahr aufgrund der eingeleiteten Wässer in den Hellbach zu einem Streit mit der Nachbarzeche Clerget. Im Jahr 1878 wurde bei einer Teufe von 408 Metern (- 334 m NN) die 1. Sohle angesetzt.

### Die ersten Betriebsjahre
Die Förderung wurde 1879 aufgenommen, es wurden mit dem Abbau der oberen Flammkohlenflöze begonnen. Im selben Jahr wurde im Schacht 1 bei einer Teufe von 467 Metern (- 393 m NN) die 2. Sohle angesetzt. Am 17. Oktober desselben Jahres meldete die Zeche Clerget dem Königlichen Revierbeamten in Recklinghausen, dass das Abwasser der Zeche Blumenthal am Hof Lechtappe in den Hellbach abfließen würde und dieses stark aggressive Grubenwasser würde den Kesselanlagen der Zeche Clerget schaden. Nach längeren Untersuchungen der Wässer ordnete das Bergamt an, dass die Grubenwässer vor dem Einleiten in den Bach in einem Absetzbecken vorgereinigt werden müssten. In den folgenden Monaten mussten die Teufarbeiten mehrfach unterbrochen werden, da es Probleme mit den Schachtstößen gab. Wegen Wassereinbrüchen musste die Förderung ab dem 13. April des Jahres 1880 für sechs Monate eingestellt werden. Im Jahr 1881 erhielt das Bergwerk einen eigenen Eisenbahnanschluss. Im Jahr 1883 kam es auf dem Bergwerk zu einer Schlagwetterexplosion, hierbei wurden sechs Bergleute getötet. Am 21. Januar 1884 kam es zu einer weiteren Schlagwetterexplosion, die 19 Todesopfer forderte. Die Explosion ereignete sich im Ostfeld in den Flözen 0 und 1/2. Durch dieses Grubenunglück wurde die Untertagebelegschaft um fünf Prozent reduziert. Bei den späteren Untersuchungsarbeiten stellte man fest, dass die Ursache für die Explosion eine defekte Benzinlampe war. Die preußische Kommission zur Untersuchung der Schlagwetter, verfasste eine Vorschrift, aufgrund derer jedes Bergwerk zwei fahrbare Schächte haben musste. Dadurch wurde auch die Bewetterungssituation in den Steinkohlenbergwerken verbessert. Im Jahr 1889 wurde eine Kokerei in Betrieb genommen. Am 27. Februar des Jahres 1890 wurde begonnen, einen weiteren Schacht, den Schacht 2, abzuteufen. Der Schacht hatte einen Durchmesser von fünf Metern. Der Schacht wurde neben Schacht 1 angesetzt. Am 18. April desselben Jahres wurden die Grubenfelder General Goeben und Werder erworben. Die gesamte Berechtsame umfasste nun eine Fläche von 19,7 km2. Im Jahr 1891 wurden die Teufarbeiten an Schacht 1 wieder aufgenommen und der Schacht wurde tiefer geteuft. Am 19. November desselben Jahres wurde der Schacht 2 mit der 1. Sohle durchschlägig. Die Wetterführung wurde umgestellt, Schacht 2 wurde einziehender Schacht und Schacht 1 wurde ausziehender Schacht.
Im Jahr 1892 wurde im Schacht 1 bei einer Teufe von 570 Metern (- 508 m NN) die 4. Sohle angesetzt. Der Schacht 2 wurde im selben Jahr mit der 3. Sohle durchschlägig. Am 1. Februar des darauffolgenden Jahres kam es zu einer weiteren Schlagwetterexplosion bei der 20 Bergleute ihr Leben verloren. Im selben Jahr wurde der Schacht 2 mit der 4. Sohle durchschlägig. Am 22. Juni des Jahres 1895 wurde mit den Teufarbeiten für den Schacht 3 begonnen. Der Schacht hatte einen Durchmesser von 5,6 Metern. Der Schacht wurde in der Nähe des Bahnhofs Recklinghausen angesetzt. Der Schacht lag somit etwa 2,5 km nördlich der Schachtanlage 1/2. Am 19. November des Jahres 1896 kam es auf Blumenthal zu einer weiteren Schlagwetterexplosion, hierbei wurden 26 Bergleute getötet. Aufgrund dieser vielen Unglücke zählte die Zeche General Blumenthal zu den Zechen mit den meisten Schlagwetterexplosionen im Ruhrrevier. Im selben Jahr wurde im Schacht 2 bei einer Teufe von 620 Metern (- 558 m NN) die 5. Sohle angesetzt. Am 26. Mai des Jahres 1897 erreichte der Schacht 3 bei einer Teufe von 509 Metern (- 428,3 m NN) das Karbon. Das Bergwerk gehörte zu dieser Zeit zum Bergrevier Recklinghausen. Bei einer Teufe von 408 Metern wurde die Wettersohle angesetzt. Noch im selben Jahr wurde der Schacht mit der 1. Sohle und der 2. Sohle durchschlägig. Die Kohlenförderung erfolgte hauptsächlich auf der 4. Sohle (570mS). Diese Sohle wurde durch den Schacht 2 bedient. Auf der 5. Sohle (620mS) wurden die Füllörter ausgesetzt und der südliche und der nördliche Hauptquerschlag aufgefahren. Im Jahr 1898 war der Schacht 1 bis zur 5. Sohle in Betrieb. Der Schacht 2 wurde bis zu einer Teufe von 687 Metern tiefer geteuft. Am 1. Juni desselben Jahres wurde im Schacht 3 mit der Förderung begonnen. Am 1. August desselben Jahres wurde mit den Teufarbeiten für den Schacht 4 begonnen. Der Schacht 4 wurde neben Schacht 3 angesetzt. Er hatte einen Durchmesser von fünf Metern. Am 28. September desselben Jahres kam es bei der Seilfahrt zu einem schweren Unglück, hierbei kamen 17 Bergleute ums Leben. Grund für dieses Unglück war ein Übertreiben des Förderkorbes. Auch im Jahr 1899 wurden die Teufarbeiten an den Schächten 2, 3 und 4 weiter fortgeführt. Der Schacht 4 wurde mit der 2. Sohle durchschlägig. Im Jahr 1900 wurde im Schacht 2 bei einer Teufe von 722 Metern (- 660 m NN) die 6. Sohle angesetzt. Im selben Jahr wurde im Schacht 4 mit der Förderung begonnen, gleichzeitig wurde der Schacht weiter geteuft. Im darauffolgenden Jahr wurde im Schacht 4 bei einer Teufe von 620 Metern (- 540 m NN) die 3. Sohle angesetzt.

### Der weitere Ausbau des Bergwerks
Da zahlreiche Bergleute aus den umliegenden Bauerschaften und Dörfern zur Schicht geritten kamen, ließ die Bergwerksleitung mehrere Ställe errichten. Im Jahr 1902 begann man mit dem Bau der ersten Koksöfen auf dem Gelände von Blumenthal 3/4. Im selben Jahr mussten 19 Feierschichten eingelegt werden und 574 Beschäftigte entlassen werden. Der Schacht 1 wurde in diesem Jahr bis zur 6. Sohle geteuft und Schacht 3 mit der 3. Sohle durchschlägig. Im Jahr 1903 kam es zu einem Eigentümerwechsel, neuer Eigentümer wurde die Hibernia AG. Der Hibernia AG gelang es jedoch auf der außerordentlichen Generalversammlung zunächst nicht, alle 1000 Kuxe zu erwerben, sondern nur 984 Kuxe. Am 5. Februar des Jahres 1904 wurde mit den Teufarbeiten für den Schacht 5 begonnen. Das Bergwerk war zu dieser Zeit das tiefste Bergwerk im gesamten Oberbergamtsbezirk. Der Schacht hatte einen Durchmesser von fünf Metern. Der Schacht war geplant, um die Förderwege zu den Gasflammkohlenpartien zu verkürzen. Außerdem sollte mit dem Schacht eine bessere Bewetterung der Grubenbaue erzielt werden. Anfang desselben Jahres konnten die restlichen 16 Kuxe erworben werden. Infolgedessen konnte am 26. April die Umschreibung des Bergwerkseigentums erfolgen. Durch den Ankauf der Zeche General Blumenthal erhöhte sich auch der Anteil der Hibernia AG am Kohlensyndikat. 1904 wurde auf dem Gelände der Schachtanlage 3/4 eine Kokerei in Betrieb genommen. Aufgrund des hohen Methangehaltes der Kohle erreichte der Methangehalt im Abwetterstrom einen Wert von 0,48 Prozent. Bei der täglichen Förderung des Bergwerks entsprach dies einer Menge von 38.700 m3 Methan. Im selben Jahr wurde am Stuckenbusch der Wetterschacht 5 abgeteuft. Bei einer Teufe von 316 Metern erreichte der Schacht das Karbon. Am 28. September desselben Jahres stürzte eine Bühne im Schacht ab, hierbei starben acht Menschen. Im Jahr 1905 wurde das Grubengebäude von Blumenthal 1/2 mit dem Grubengebäude Blumenthal 3/4 durchschlägig. Der Durchschlag zwischen den beiden Baufeldern erfolgte auf der 5. Sohle. Im selben Jahr wurde im Schacht 5 bei einer Teufe von 390 Metern die 1. Sohle und später bei einer Teufe von 496 Metern die 3. Sohle angesetzt. Anschließend wurde der Schacht in Betrieb genommen. Im darauffolgenden Jahr wurde das Baufeld 1/2 auf der 1. Sohle mit dem Schacht durchschlägig. Im 17. August des Jahres 1908 wurde mit den Teufarbeiten für Schacht 6 begonnen. Der Schacht hatte einen Durchmesser von 6,6 Metern. Der Schacht 6, auch Schacht Harz genannt, wurde neben Schacht 1/2 angesetzt. Im selben Jahr wurde im Schacht 2 bei einer Teufe von 915 Metern (- 853 m NN) die 9. Sohle angesetzt. Im Jahr 1909 wurde auf dem Baufeld Blumenthal 3/4 im Unterwerk die 4. Sohle angesetzt. Der Schacht 1 wurde mit der 8. Sohle durchschlägig. Im Jahr 1910 wurde der Schacht 3 bis zur 4. Sohle tiefer geteuft. Im Jahr darauf wurde der Schacht 6 bis zur 5. Sohle geteuft.
Am 27. März des Jahres 1912 wurde im Schacht 6 mit der Förderung begonnen. Am selben Tag wurde auch die Kokerei auf Schacht 6 in Betrieb genommen. Nur wenige Monate später wurde am 27. September die Kokerei auf Schacht 5 in Betrieb genommen. Ab 1914 wurde Schacht 1 nur noch als Wetterschacht genutzt und die dortige Kokerei stillgelegt. 1928 wurde der Betrieb der Kokereien auf Schacht 5 und 6 eingestellt. Im selben Jahr erfolgte auf der 4. Sohle der Durchschlag der Anlage Blumenthal 1/2/6 mit der Anlage Blumenthal 1/2. Außerdem wurde in diesem Jahr Schacht 5 aufgegeben und stillgelegt. Am 18. August des Jahres 1930 wurden die beiden Anlagen Blumenthal zu einer Anlage Blumenthal 1/2/6 zusammengelegt. Nachdem der fördertechnische Zusammenschluss fertig war, wurde die Förderung auf Blumenthal eingestellt. Bei einer Kohlenstaubexplosion am 3. Juli 1933 am übertägigen Leseband der Schachtanlage 1/2/6 starben zwölf Menschen, davon sechs Berglehrlinge. Am 3. Juli 1937 kam es zu einer Schlagwetterexplosion. Bei diesem Grubenunglück kamen 15 Bergleute ums Leben. Am 6. Juni des Jahres 1940 begannen die Teufarbeiten für Schacht 7. Der Schacht wurde im Westfeld etwa 3,5 Kilometer nordwestlich der Anlage Blumenthal 1/2/6 angesetzt. Der Schacht hatte einen Durchmesser von sechs Metern. Im selben Jahr wurden die Teufarbeiten an Schacht 4 weiter geführt und der Schacht tiefer geteuft. Im darauffolgenden Jahr wurde am 4. April im Schacht 3 begonnen, den Schacht beginnend ab der 4. Sohle tiefer zu teufen. Der Schacht wurde bis zur 8. Sohle geteuft. Am 15. Februar des Jahres 1942 erreichte der Schacht 7 bei einer Teufe von 502,2 Metern das Karbon. Am 15. Mai desselben Jahres kamen bei einem Grubenbrand auf der Schachtanlage 1/2/6 sechs Bergleute ums Leben. Am 17. Februar des Jahres 1943 wurde an Schacht 7 der neue Grubenlüfter in Betrieb genommen. Im selben Jahr wurde mit der Ausrichtung der 8. Sohle begonnen. Im darauffolgenden Jahr wurde der Schacht 7 als neuer Wetterschacht in Betrieb genommen.

### Der weitere Betrieb
Gegen Ende des Zweiten Weltkrieges sollten auf der Zeche General Blumenthal auf Befehl eines Gauleiters alle wichtigen technischen Anlagen (Fördermaschinen, Kesselhäuser etc.) gesprengt werden, damit diese nicht in die Hand der Kriegsgegner fiel. Die Führungskräfte widersetzten sich diesem Befehl und so konnte das Bergwerk das Kriegsende unbeschadet überstehen. Nach dem Krieg war das Bergwerk den alliierten Besatzungsmächten unterstellt. Im Jahr 1946 wurde der Betrieb wieder aufgenommen, Hauptfördersohle wurde die 7. Sohle. Im Jahr 1949 wurde das Westfeld mit Schacht 5 aufgegeben. Im Jahr 1950 begann man vom 5. Querschlag aus mit der Auffahrung der 1. östlichen Richtstrecke, um die oberhalb der Sohle anstehenden Gaskohlenflöze der Zollverein-Gruppe zu erschließen. Im selben Jahr erhielt der Schacht 3 eine neue Fördermaschine. Außerdem wurde die Waschkaue an Schacht 3/4 vergrößert. Im darauffolgenden Jahr begann man den hölzernen Grubenausbau gegen Stempel und Kappen aus Stahl zu ersetzen. Im selben Jahr wurden drei Blindschächte geteuft. Im Juli wurde eine Gasabsaugung installiert. Außerdem wurde auf dem Bergwerk zum ersten Mal eine Hobelanlage eingesetzt. Ab dem Jahr 1952 wurden die abgesaugten Grubengase im Kesselhaus verbrannt und zur Warmwassererzeugung genutzt. Von der Zeche König Ludwig wurde eine Untersuchungsstrecke in das Feld von Blumenthal aufgefahren. Die Auffahrung der Untersuchungsstrecke, die bis zum Blumenthaler Sprung genehmigt wurde, diente der Erkundung von Eisensteinlagern. Im Jahr 1953 wurde begonnen, die Kohlenwäsche umzubauen.
Im Jahr 1954 wurden die Teufarbeiten an Schacht 7 wieder aufgenommen und der Schacht bis zur 7. Sohle geteuft. Diese Maßnahme sollte dem weiteren Aufschluss der tieferen Lagerstättenteile dienen. Außerdem sollte die Bewetterung und der untertägige Transport dadurch verbessert werden. Um das über zwei Meter mächtige Flöz Zollverein 1 in Verhieb nehmen zu können, musste der Transport der Versatzberge sichergestellt werden. Hierfür wurde im Schacht 2 eine Fallleitung montiert und unter Tage ein Bergebunker installiert. Ab dem 1. April des Jahres 1955 wurde mit der Aus- und Vorrichtung des Ostfeldes begonnen. Die Streckenförderung lief im Jahr 1955 teilweise mit Lokomotiven, teilweise auch noch mit Grubenpferden. In den Abbaustrecken erfolgt die Materialförderung mittels Schlepperhaspel. Im darauffolgenden Jahr erreichte der Schacht 3 eine Teufe von 1013 Metern. Im August desselben Jahres wurde auf dem Betriebsteil Blumenthal 3/4 die Kompressoranlage für Hochdrucklokomotiven stillgelegt und die noch vorhandenen Druckluftloks durch Elektroloks ersetzt. Außerdem wurde auf dem Bergwerk der erste Streb mit einer Hobelanlage ausgerüstet und in Betrieb genommen. Über einen neu erstellten Blindschacht wurden sowohl der Materialtransport als auch die Kohlenförderung getätigt. Die Kohlen wurden über eine Wendelrutsche zur 7. Sohle und dort zum Schacht gefördert. Im Jahr 1958 umfasste die Berechtsame eine Fläche von 24,2 km2. Im Jahr 1959 wurde auf der 8. Sohle im Streb Hugo 1 nach Osten zum ersten Mal auf dem Bergwerk in einem Versuch ein Walzenschrämlader in Betrieb genommen. Der Versuch wurde jedoch nach wenigen Wochen wegen ständiger Probleme mit dem Hangenden wieder beendet. In der Kohlenförderung wurde in diesem Jahr erstmals ein Kratzkettenförderer anstelle der bis dahin eingesetzten Schüttelrutschen eingesetzt.
Im Jahr 1960 wurde der Schacht 5 endgültig aufgegeben. Im selben Jahr begann man in einem Streb mit der Umstellung des Strebausbaus von hydraulischem Einzelstempelausbau auf 5-Stempel-Wanderpfeiler. Im Jahr 1962 entschloss sich die Werksdirektion, an Schacht 2 das Westfeld auf der 5. Sohle abzuwerfen. Grund hierfür waren die hohen Kosten, unter denen die dort anstehenden Gasflammkohlen gewonnen wurden. In diesem Jahr erreichte der Elektrifizierungsgrad des Bergwerks einen Wert von 79 Prozent. Sukzessive wurden alle druckluftbetriebenen Maschinen gegen solche mit Elektroantrieb ausgetauscht. Im Herbst des Jahres 1963 wurde ersten Mal für die Senkarbeiten ein Sohlensenklader eingesetzt. Der erste Einsatz dieses Laders erfolgte auf der 4. Sohle in der 4. Richtstrecke. 1964 wurde Schacht 5 verfüllt. Im selben Jahr begannen die Teufarbeiten für einen zusätzlichen Wetterschacht, den Schacht 8. Der Schacht wurde im Ortsteil Siepen von Oer-Erkenschwick in der Johannesstraße, an der Grenze zum Recklinghäuser Ortsteil Speckhorn, sieben Kilometer nördlich von Blumenthal 1/2/6, angesetzt. Im Jahr darauf wurde der Entschluss gefasst, das Bergwerk zu modernisieren. Hierfür sollten die noch im Feld Shamrock steil anstehenden Flöze nicht weiter abgebaut werden, aber dafür der Abbau auf das Grubenfeld Blumenthal konzentriert werden. Im selben Jahr wurde auf einigen Förderbändern die Bandfahrung eingerichtet. Im Jahr 1965 begann man mit der Auffahrung einer Verbindungsstrecke zur Zeche Shamrock. Die Auffahrung erfolgte auf der 6. Sohle durch die Felder Recklinghausen, Julia und von der Heyd. Die Strecke war erforderlich, um beide Bergwerke miteinander zu verbinden, denn die Schachtanlage Shamrock verfügte über eine wesentlich modernere Schachtförderung als Blumenthal. Im selben Jahr wurde im Ostfeld mit der Gewinnung begonnen. Für den Streckentransport wurden spezielle Transportwannen eingesetzt. In den Abbaubetrieben wurde verstärkt Schreitausbau eingesetzt.
Am 22. Juni des Jahres 1966 verfuhr das letzte Grubenpferd auf dem Bergwerk seine letzte Schicht und wurde anschließend wieder über Tage gebracht. Im selben Jahr wurden an Schacht 1 die Vorbereitungsarbeiten für eine wettertechnische Verbindung zu der Verbindungsstrecke nach Shamrock getroffen. Hierfür mussten die alten Einbauten geraubt und Teile des Schachtausbaus erneuert werden. Schacht 8 erreicht im selben Jahr bei einer Teufe von 596,4 Metern das Karbon. Um in der 4. Richtstrecke der 7. Sohle und oberhalb der 7. Sohle ein bis zu 2,8 Meter mächtiges Esskohlenflöz aufzuschließen, wurde für die Streckenauffahrung ein Continuous Miner eingesetzt. Im Jahr 1967 wurde der Durchschlag zur Zeche Shamrock 3/4/11 in Herne auf der 7. Sohle angelegt. Die Förderung erfolgte fortan am Zentralförderschacht 11, der zuvor zur Zeche Shamrock gehörte. Der Schacht 8 wurde mit einem Stahlkastenstreben-Fördergerüst ausgestattet. Wie alle Bergwerke der Hibernia AG wurde auch die Zeche General Blumenthal 1969 in die Ruhrkohle AG eingegliedert. Das Bergwerk wurde der Bergbau AG Herne / Recklinghausen angegliedert. Im selben Jahr wurde der Abwetterschacht 1 zwischen der 5. Sohle und der 7. Sohle auf einen lichten Durchmesser von fünf Metern erweitert. Schacht 8 erreichte seine vorläufige Endteufe von 982,5 Metern. Aufgrund des starken Verschleißes an den Schienen der Gleise in der Verbindungsstrecke und den Rädern der Züge kam es im Jahr 1968 zu großen Störungen im Förderbetrieb. Da die verschlissenen Schienen zwingend ausgewechselt werden mussten, wurden die Gleisanlagen umfassend überarbeitet und repariert. Nach Abschluss dieser Reparaturen verlief der Förderbetrieb in der Verbindungsstrecke wieder normal. 1970 erfolgte der Durchschlag und Wetterverbund zur Zeche Recklinghausen. Am Jahresende wurde auf der 5. Sohle zum ersten Mal eine funkferngesteuerte Einschienenhängebahn in Betrieb genommen. In den steil gelagerten Flözen auf der 7. Sohle liefen Versuche, um die dortigen Flöze mittels drehender Gewinnung abzubauen. Ziel dieser Versuche war der Bau einer vollautomatisch laufenden Gewinnungsbohrmaschine.

### Die Ausdehnung nach Norden
Im Jahr 1971 begannen die ersten Untersuchungen des Feldes An der Haard. Allerdings stießen die Planungen, unter dem Waldgebiet an der Haard Kohlen abzubauen und in dem Waldgebiet auch Schächte abzuteufen, auf Ablehnung bei einem Teil der Bevölkerung. Eine weitere Ausdehnung des Baufeldes in Richtung Norden war, bedingt durch den in diesem Bereich befindlichen Halterner Stausee, nicht möglich. Im selben Jahr wurde begonnen, einen Förderverbund zur Nachbarzeche Ewald zu erstellen. Um den Verbund zu ermöglichen, musste eine zwei Kilometer lange Strecke aufgefahren werden und ein Bunkersystem für die Förderung erbaut werden. Außerdem musste ein Gesteinsberg bis zur 4. Sohle Ewald aufgefahren werden. Die Förderkapazitäten des Schachtes 11 und die Kapazität der Aufbereitung mussten erhöht werden. Im Jahr 1972 wurde eine Flurförderbahn von der 7. Sohle über einen Gesteinsberg zum Flöz Karl in Betrieb genommen. Für den Materialumschlag wurde im Niveau der 7. Sohle ein Materialbahnhof erstellt. Der Gesteinsberg diente auch gleichzeitig als Förderberg für die im Flöz Karl abgebauten Kohlen. Am 24. April des Jahres 1973 beging das Bergwerk seinen 100. Geburtstag. Um die Staubentwicklung in den Streben zu verringern, wurde ab 1974 in den Hobelstreben die Hobelgassenbedüsung eingesetzt. Auf Schacht 4 wurde ein neues Fördergerüst erbaut.
Da im Laufe der 1980er Jahre die abbauwürdigen Lagerstätten im bisherigen Grubenfeld zu Neige gegangen wären, wurden für das Feld Haard/Haltern weitere Erkundungsarbeiten geplant. Im selben Jahr erfolgte auf der 7. Sohle der Durchschlag mit der Zeche Ewald Fortsetzung. Außerdem wurde in diesem Jahr der Förderverbund mit Ewald fertig gestellt. Die Förderung von Ewald Fortsetzung wurde nun unter Tage von Blumenthal übernommen. Außerdem wurde die Förderung im Schacht 2 bis zur 9. Sohle erweitert. Hierfür wurde der Schacht mit neuen Förderseilen und neuen Förderkörben ausgerüstet.
Am 1. Januar des Jahres 1977 erfolgte eine Umstrukturierung der Ruhrkohle AG, die Anzahl der Betriebsführungsgesellschaften wurde auf drei Gesellschaften reduziert. Die Zeche Blumenthal wurde der neu gegründeten Bergbau AG Lippe zugeordnet. Im selben Jahr wurden die Teufarbeiten an Schacht 8 wieder aufgenommen und der Schacht wurde tiefer geteuft. Schacht 6 wurde mit der 7. Sohle durchschlägig. Für das Baufeld Haltern liefen auch in diesem Jahr die Planungsarbeiten weiter. Es wurden Lösungen ausgearbeitet, um die Felder Haltern optimal erschließen zu können. Hierfür sah man vor, die Strecke, die vom Schacht 8 ins Baufeld Haltern aufgefahren werden musste, mit einer Vollschnittmaschine aufzufahren. Die Berechtsame umfasste zu diesem Zeitpunkt eine Fläche von 99,8 km2, das Baufeld umfasste eine Fläche von 55,5 km2. Um das Feld Haltern auszurichten, wurde im Jahr 1979 mit den Teufarbeiten für den Schacht Haltern 1 begonnen. Der Schacht sollte für den Materialtransport und für die Seilfahrt dienen. Der erste Spatenstich für den neuen Schacht erfolgte am 1. Februar desselben Jahres. Der oberste Bereich des Schachtes 1 wurde im Gefrierverfahren erstellt. Im selben Jahr wurde im Schacht 8 bei einer Teufe von 1083 Metern (- 1020 m NN) die 10. Sohle angesetzt. Der Schacht erreicht im selben Jahr eine Teufe von 1129 Metern. In den Abbaubetrieben ging man ab diesem Jahr zur Stabilisierung der Streckensäume durch Streckenbegleitdämme über. Im Jahr 1980 wurde mit den Teufarbeiten für den Schacht Haltern 2 begonnen. Der Schacht wurde neben Schacht Haltern 1 angesetzt. Im selben Jahr begannen die Ausrichtungsarbeiten im Feld Haltern. Sowohl Schacht Haltern 1, als auch Schacht Haltern 2 wurden mit einem Durchmesser von acht Metern abgeteuft.

### Die weiteren Jahre bis zum Verbund

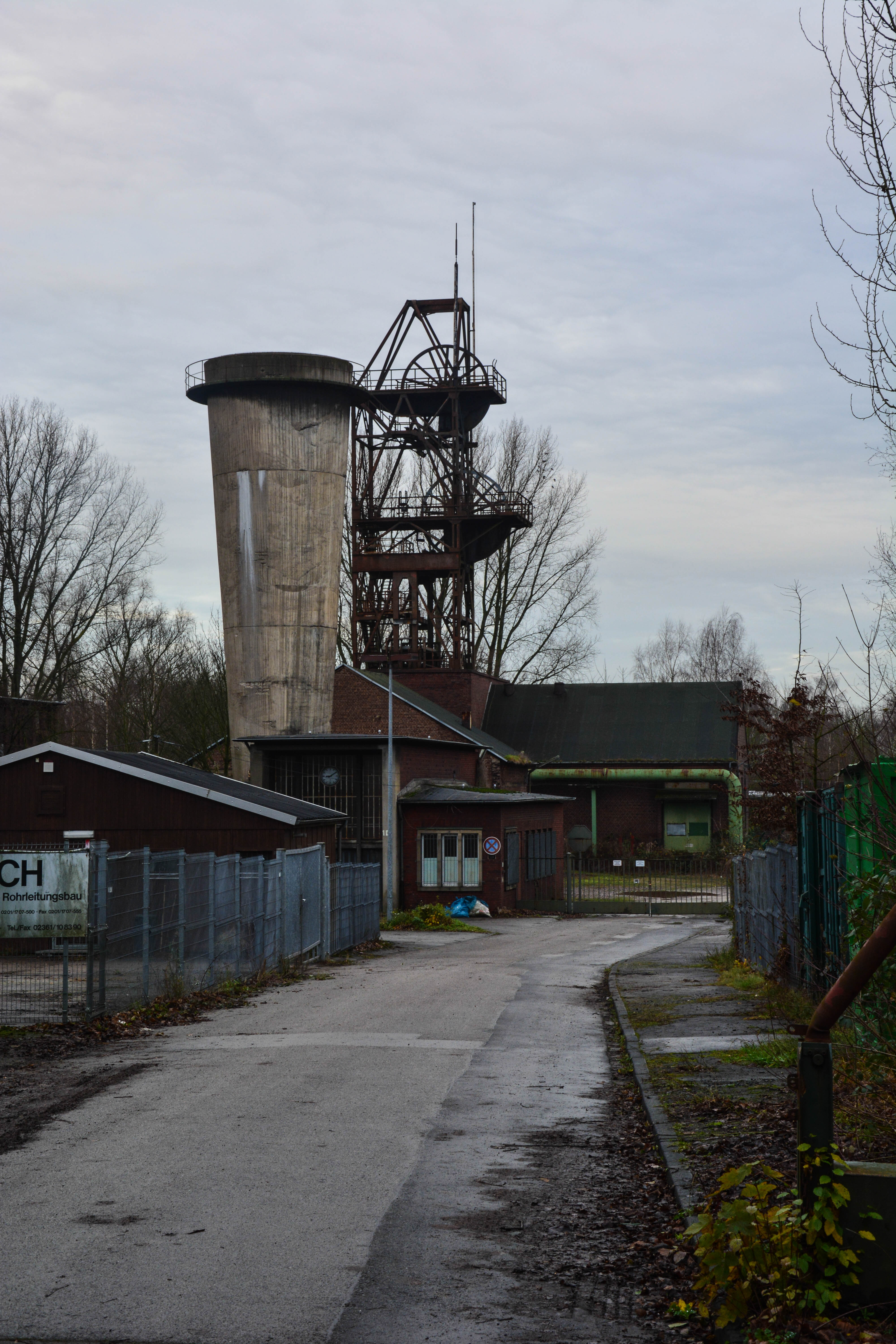
Schacht 7 der Zeche General Blumenthal – heutiger Zustand

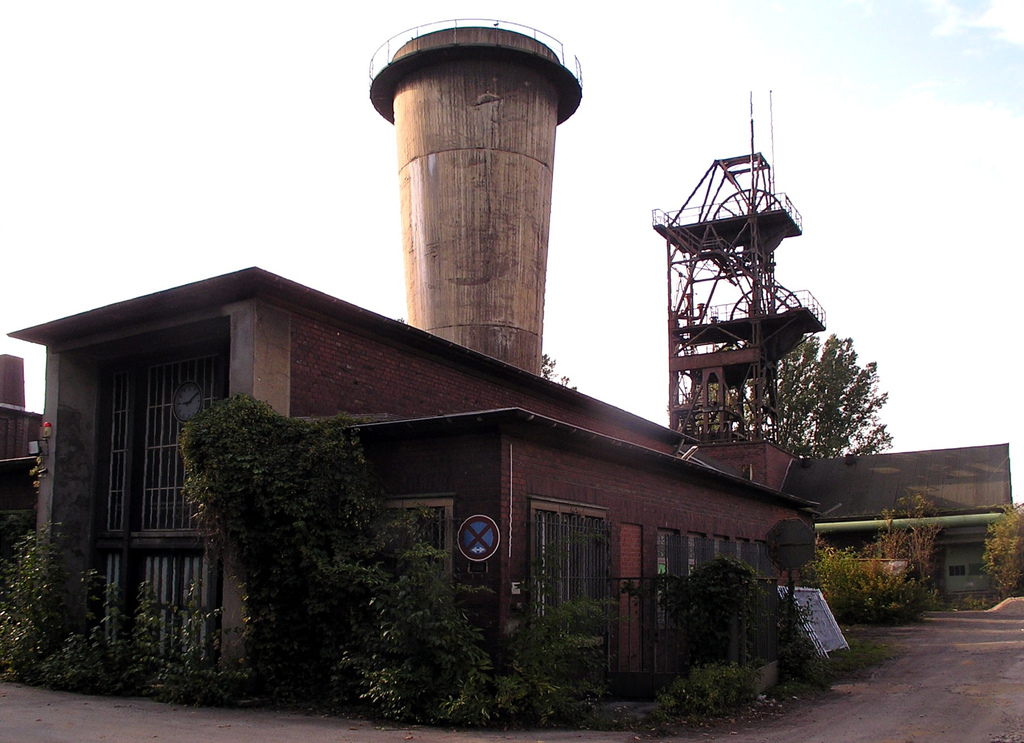
Schacht 7 der Zeche General Blumenthal, Grubenlüfter und Fördergerüst – heutiger Zustand

Im Jahr 1981 erreichte der Schacht Haltern 1 bei einer Teufe von 846 Metern das Karbon. Im selben Jahr wurde bei einer Teufe von 870 Metern die 1. Sohle (Mergelsohle) angesetzt. Für den Schacht Haltern 2 wurde bis zum Mai desselben Jahres der Vorschacht bis zur Endteufe von 47,8 Metern fertiggestellt. Der Schacht wurde im Gefrierverfahren erstellt, hierfür wurden ab Mitte August die Gefriermaschinen in Betrieb genommen. Im selben Jahr wurde von Schacht Auguste Victoria 6 die Mergelsohle nach Haltern 1/2 aufgefahren. Im Jahr darauf wurde im Schacht Haltern 1 bei einer Teufe von 1000 Metern (- 893 m NN) die 2. Sohle und im selben Jahr bei einer Teufe von 1103 Metern (- 1010 m NN) die 3. Sohle angesetzt. Im Baufeld Blumenthal kam es am 3. März desselben Jahres zu einem offenen Grubenbrand, der Brand konnte durch die Grubenwehr gelöscht werden. Im Jahr 1983 wurden am Schacht Haltern 1 auf der Mergelsohle die Füllortstrecken nach Osten und nach Westen aufgefahren. Auf der 2. Sohle wurde die Schachtglocke erstellt. Im selben Jahr wurde der Schacht Blumenthal 1 aufgegeben. Im Niveau der 3. Sohle wurde ein Durchschlag zwischen dem Baufeld Haltern 1/2 und Schacht 8 erstellt. Die aufgefahrene Strecke hatte eine Länge von 9,4 Kilometern. Der Schacht 1 wurde bis zu seiner Endteufe von 1135 Metern abgeteuft und bei dieser Teufe der Schachtsumpf erstellt. Die Füllörter des Schachtes wurden für den Materialumschlag und die Seilfahrt ausgelegt. Der Schacht Haltern 2 erreichte eine Endteufe von 1112 Metern.
Im Jahr 1984 wurden die Abteufeinrichtungen am Schacht 1 demontiert und die Fördereinrichtungen montiert. Am 28. Juni des Jahres erfolgte die Endabnahme des Schachtes. Der Schacht erhielt eine Fördermaschine mit einer Leistung von 2600 Kilowatt. Die Förderanlage wurde für eine Nutzlast von 20 Tonnen ausgelegt. Die Treibscheibenförderung arbeitete mit nur einem Korb mit Gegengewicht. Außerdem wurde der Schacht 2 als Wetterschacht in Betrieb genommen. Noch im selben Jahr wurde mit der Gewinnung im Feld Haltern begonnen. Die abgebauten Kohlen wurden über einen Bandberg von der 3. Sohle Haltern zur 7. Sohle Blumenthal gefördert. Von dort wurden die Kohlen zum Schacht 11 und von dort nach über Tage gefördert. Im Jahr 1985 wurden auf Haltern 1/2 die Waschkaue und das Zentralgebäude fertiggestellt. Für die Druckluftversorgung wurde ein Turboverdichter mit einer Leistung von 20.000 m3 Druckluft installiert. Die Abwärme des Kompressors wurde zum Beheizen der Kaue genutzt. Im selben Jahr wurde der Schacht Haltern 1 für die Seilfahrt freigegeben. Am 20. September wurde das Anschlussbergwerk Haltern im Beisein des damaligen Bundespräsidenten Richard von Weizsäcker offiziell in Betrieb genommen. Noch im selben Jahr begannen die Planungen für den Schacht Haltern 3. Der Schacht sollte in Flaesheim angesetzt werden.
Im Jahr 1986 wurde auf der 3. Sohle der Akkuladeraum weiter ausgestattet. Im gesamten Grubenfeld mussten zu diesem Zeitraum noch vier Gesteinsberge und sieben Ausrichtungsstrecken aufgefahren werden. Im selben Jahr wurde die Genehmigung zur Erweiterung der Bergehalde an Schacht 8 erteilt. Im schachtnahen Bereich wurden Konvergenzmessungen durchgeführt. Im darauffolgenden Jahr wurde auf der 7. Sohle an der bestehenden Ladestelle eine Trennung der Kohlensorten vorgenommen. Dies wurde durch die Inbetriebnahme einer separaten Gaskohlenladestelle erreicht. Da es geplant war, die Zeche General Blumenthal mit dem Bergwerk Haard zusammenzulegen, begannen in diesem Jahr bereits die ersten Vorbereitungen hierfür. Im Dezember desselben Jahres wurde auf dem Bergwerk Haard mit der Auffahrung eines Gesteinsberges zum Schacht Emscher-Lippe 6 begonnen. Der Gesteinsberg wurde benötigt, um die Abwetter entsprechend zu lösen. Im Jahr 1988 hatte das Grubenfeld mittlerweile eine Größe von 108 km2. Im selben Jahr wurde auf Blumenthal eine Teilschnittmaschine zur Auffahrung eines Flözberges im Flöz Zollverein 2/3 eingesetzt. Um der Trinkwassergewinnung den Vorrang zu geben, verzichtete man im Feld Haltern auf den Abbau von rund 30 Millionen Tonnen Steinkohle. Im Zeitraum von Januar bis November des Jahres 1990 wurde auf Haltern 1/2 auf der 2. Sohle eine 140 Meter lange Richtstrecke aufgefahren. Die Strecke hatte einen Streckenquerschnitt von bis zu 32 m2. Im Juli desselben Jahres wurde der Gesteinsberg von Haltern mit dem Schacht Emscher-Lippe 6 durchschlägig. Der Schacht wurde anschließend unterhalb des Durchschlages verfüllt. Im Jahr 1991 wurden die Sonderbetriebspläne für die Einwirkungen des Abbaus im Baufeld B1 Nord eingereicht. Im selben Jahr wurde die Kaue an Schacht 7 geschlossen. Am 1. Oktober 1992 wurde die Zeche General Blumenthal mit dem Bergwerk Haard (vormals Zeche Ewald Fortsetzung) zum Bergwerk Blumenthal/Haard zusammengelegt. Am 1. Januar des Jahres 1993 wurden die beiden Bergwerke auch verwaltungstechnisch zusammengelegt.

### Förderung und Belegschaft
Die ersten Förderzahlen stammen aus dem Jahr 1879, in diesem Jahr wurden 7254 Tonnen Steinkohle gefördert. Die ersten Belegschaftszahlen stammen aus dem Jahr 1881, in diesem Jahr waren 147 Beschäftigte auf dem Bergwerk, die eine Förderung 24.916 Tonnen Steinkohle erbrachten. Im Jahr 1885 wurde mit 303 Beschäftigten eine Förderung von 76.551 Tonnen Steinkohle erbracht. 1890 wurde eine Förderung von 199.544 Tonnen Steinkohle erbracht, die Belegschaftsstärke betrug in diesem Jahr 1045 Beschäftigte. Im Jahr 1895 wurden mit 1261 Beschäftigten insgesamt 325.036 Tonnen Steinkohle gefördert. Im Jahr 1900 wurde bereits eine Förderung von 870.000 Tonnen Steinkohle erbracht. Im Jahr 1905 wurden mit 3984 Beschäftigten 905.390 Tonnen Steinkohle gefördert. Im Jahr 1910 wurde mit 4709 Beschäftigten eine Förderung von 1.065.747 Tonnen Steinkohle erbracht. Im Jahr 1915 wurde eine Förderung von 852.378 Tonnen Steinkohle erbracht, die Belegschaftszahl lag bei 3642 Beschäftigten. Im Jahr 1920 wurden mit 4970 Beschäftigten etwa 867.000 Tonnen Steinkohle gefördert. Im Jahr 1925 wurde mit 3673 Beschäftigten eine Förderung von 792.240 Tonnen Steinkohle erbracht. 1930 wurde eine Förderung von 774.291 Tonnen Steinkohle erbracht, die Belegschaftsstärke betrug in diesem Jahr 2520 Beschäftigte. Im Jahr 1935 wurde mit 1950 Beschäftigten eine Förderung von 887.205 Tonnen Steinkohle erbracht. Im Jahr 1940 wurde mit 2815 Beschäftigten eine Förderung von 1.172.953 Tonnen Steinkohle erbracht.
1945 sank die Förderung auf 308.000 Tonnen Steinkohle, die Belegschaftsstärke betrug in diesem Jahr 2260 Beschäftigte. Im Jahr 1950 stieg die Förderung auf 1.008.272 Tonnen Steinkohle, die Belegschaftsstärke lag bei 3619 Beschäftigten. Im Jahr 1955 wurde eine Förderung von 273.275 Tonnen Steinkohle, die Belegschaftsstärke lag bei 716 Beschäftigten. Im Jahr 1960 wurde mit 4335 Beschäftigten eine Förderung von 1.470.000 Tonnen Steinkohle erbracht. Im Jahr 1965 wurde eine Förderung von 1.474.850 Tonnen Steinkohle erbracht, die Belegschaftsstärke lag bei 3622 Beschäftigten. Im Jahr 1970 überstieg die Förderung die zwei Millionen Tonnen Marke. In diesem Jahr wurde mit 4222 Beschäftigten eine Förderung von 2.277.657 Tonnen Steinkohle erbracht. 1976 wurde eine Förderung von 2.550.000 Tonnen Steinkohle erbracht. Im Jahr 1980 wurde mit 4125 Beschäftigten eine Förderung von 2.450.123 Tonnen Steinkohle erbracht. Die maximale Förderung des Bergwerks wurde im Jahr 1982 erbracht. Mit 4183 Beschäftigten wurde eine Förderung von 2.606.249 Tonnen Steinkohle erbracht. Im Jahr 1990 wurden mit 4043 Beschäftigten 2.377.615 Tonnen Steinkohle gefördert. Die letzten bekannten Förder- und Belegschaftszahlen des Bergwerks stammen aus dem Jahr 1991, in diesem Jahr wurden mit 3866 Beschäftigten 2.360.057 Tonnen Steinkohle gefördert.